# DJ Stijco
Nishan Stijco (23 november 1992), beter bekend onder zijn artiestennaam DJ Stijco, is een Nederlandse muziekproducent. Hij is vooral bekend door zijn bijdrage aan het lied 4x duurder en wordt gezien als de artiest die afrotrap naar Nederland heeft gebracht.

## Biografie
DJ Stijco brak in 2016 door toen hij een nummer produceerde voor de Franse rapper MHD, een rapper die wordt gezien als de grondlegger van de afrotrap. Hij was zelf groot fan van de nummers van de rapper en besloot een beat te maken, die hij vervolgens opstuurde naar de rapper. Die rapper reageerde snel dat hij een nummer wilde maken op de beat van DJ Stijco. Het nummer wat hieruit volgde was Afro Trap, Part. 6 (Molo molo), een nummer dat bescheiden succes had in de Franse hitlijst, met de 53e plek aldaar en een gouden status. Hieropvolgend werd de artiest ook door de Franse rapper Niska gevraagd om een lied te produceren. Het lied wat hieruit volgde was B.O.C. en had succes in zowel Frankrijk als het Waalse deel van België.
Volgend op het succes in Frankrijk ging de artiest ook met Nederlandse artiesten de studio in. Dit deed hij eerst met Henkie T, maar er volgde geen lied uit de studiosessie met deze artiest. Toen Chivv in 2017 om een beat vroeg voor een nummer, gaf de producer al twijfelend een beat die hij eigenlijk voor MHD had gemaakt. Het nummer wat hieruit volgde was 4x duurder, waarop DJ Stijco naast SBMG en Lil' Kleine ook als uitvoerend artiest werd toegeschreven. Dit nummer werd een grote hit in Nederland, met de tweede plaats in de Single Top 100 en de negende plaats in de Nederlandse Top 40. Het nummer kreeg in Nederland de driedubbele platina status en leverde DJ Stijco, samen met SBMG en Lil' Kleine, een XITE Award op voor "best collab". Naast 4x duurder was DJ Stijco ook uitvoerend artiest op twee nummers met de rapper Lijpe, Doe rustig! en Kapitein. Daarnaast was hij ook producer op Heimwee van Lijpe.

## Discografie

### Singles
| Jaar | Act                               | Nummer      | Vlag van Nederland | Vlag van Nederland | Opmerkingen                                                                          |
| Jaar | Act                               | Nummer      | 100                | weken              | Opmerkingen                                                                          |
| ---- | --------------------------------- | ----------- | ------------------ | ------------------ | ------------------------------------------------------------------------------------ |
| 2017 | DJ Stijco met SBMG en Lil' Kleine | 4x duurder  | 2                  | 28                 | Nr. 9 in de Nederlandse Top 40 / tip20 in de Ultratip 100 van de Vlaamse Ultratop 50 |
| 2017 | DJ Stijco met Lijpe               | Doe rustig! | 7                  | 13                 | tip2 in de Tipparade van de Nederlandse Top 40                                       |
| 2018 | DJ Stijco met Lijpe               | Kapitein    | 14                 | 5                  |                                                                                      |